# Aeroporto Internazionale di Xi'an Xianyang
L'Aeroporto Internazionale di Xi'an Xianyang (IATA: XIY, ICAO: ZLXY) è un aeroporto cinese a servizio della città di Xi'an, nella provincia dello Shaanxi. È situato presso il distretto cittadino di Weicheng e dista 25 km dal centro della città.
La struttura, situata a 479 m s.l.m., dispone di una torre di controllo del traffico aereo ed è composta da due terminal: il T2, riservato ai voli domestici, e il T3, riservato ai voli internazionali. Dispone di due piste: una in asfalto con orientamento 05L/23R, lunga 3000 e larga 45 m, l'altra in calcestruzzo con orientamento 05R/23L lunga 3.800 e larga 60 m.
I voli domestici operano al Terminal 2, mentre i voli internazionali operano al Terminal 3.